# Ibritumomab tiuxetan
Ibritumomab tiuxetan, venut amb el nom comercial Zevalin, és un tractament de radioimmunoteràpia amb anticossos monoclonals per al limfoma no hodgkinià. El fàrmac utilitza l'anticòs IgG1 de ratolí monoclonal ibritumomab, juntament amb el quelant tiuxetan, al qual s'afegeix un isòtop radioactiu (itri-90 o bé indi-111). Tiuxetan és una versió modificada d'àcid pentètic (DTPA) amb un isotiocianatobenzil i un grup metil units al seu esquelet de carboni.

## Ús mèdic
L'ibritumomab tiuxetan s'utilitza per tractar un trastorn limfoproliferatiu anomenat limfoma no hodgkinià (LNH) de cèl·lules B en recaiguda o refractari, de baix grau o transformat, i el LNH fol·licular no tractat prèviament en adults que aconsegueixen una resposta parcial o completa a la quimioteràpia de primera línia.
El tractament comença amb una infusió de rituximab. Això pot anar seguit d'una administració d'ibritumomab tiuxetan marcat amb indi-111 (en substitució del component itri-90) per permetre que la distribució de la medicació es visualitzi en una gammacàmera, abans d'administrar la teràpia real.

### Mecanisme d'acció
L'anticòs s'uneix a l'antigen CD20 que es troba a la superfície de les cèl·lules B normals i malignes (però no als precursors de les cèl·lules B), permetent que la radiació de l'isòtop adjunt (sobretot emissió beta) mati només aquesta i algunes cèl·lules properes. A més, el propi anticòs pot desencadenar la mort cel·lular mitjançant citotoxicitat mediada per cèl·lules dependents dels anticossos (ADCC), citotoxicitat dependent del complement (CDC) i l'apoptosi. En conjunt, aquestes accions eliminen les cèl·lules B del cos, permetent que una nova població de cèl·lules B sanes es desenvolupi a partir de cèl·lules mare limfoides.

### Eficàcia
Ibritumomab tiuxetan mostra una major eficàcia que el tractament amb només rituximab. En el cas del limfoma fol·licular, la taxa de supervivència també augmenta respecte al tractament quimioterapèutic anterior rebut pels pacients, i es mostra una reducció significativa en la mida dels tumors.

### Efectes adversos
Ibritumomab tiuxetan presenta un nivell de toxicitat similar al del rituximab. La mielosupressió retardada és l'efecte advers més comú.

## Història
Desenvolupat per IDEC Pharmaceuticals, ibritumomab tiuxetan va ser el primer fàrmac de radioimmunoteràpia aprovat per l'Administració d'Aliments i Fàrmacs (FDA) dels Estats Units l'any 2002 per tractar el càncer. Va ser aprovat per al tractament de persones amb LNH de cèl·lules B en recaiguda o refractari, de baix grau o fol·licular, incloses les persones amb LNH fol·licular refractari a rituximab. L'any 2004 va rebre l'autorització de comercialització de l'Agència Europea de Medicaments. L'autorització va caducar el juliol de 2024, després de no comercialitzar-se durant més de tres anys consecutius.
El setembre de 2009, l'ibritumomab tiuxetan va rebre l'aprovació de la FDA per a una etiqueta ampliada per incloure persones no tractades prèviament amb quimioteràpia.